# Innernzell
Innernzell ist eine Gemeinde im niederbayerischen Landkreis Freyung-Grafenau.

## Geografie

### Geografische Lage
Die Gemeinde liegt in der Region Donau-Wald im Bayerischen Wald. Innernzell befindet sich an der B 533 rund 14 km westlich von Grafenau, 23 km von der Bundesautobahn 3 (Ausfahrt Hengersberg) und 28 km von Deggendorf entfernt.

### Nachbargemeinden
- Schöfweg
- Kirchberg im Wald (Landkreis Regen)
- Kirchdorf im Wald (Landkreis Regen)
- Eppenschlag
- Schönberg (Niederbayern)
- Thurmansbang
- Zenting

### Gemeindegliederung
Es gibt 19 Gemeindeteile (in Klammern ist der Siedlungstyp angegeben):
- Asberg (Dorf)
- Asbergmühle (Weiler)
- Bärndorf (Dorf)
- Bärnreuth (Weiler)
- Gaiging (Einöde)
- Gmünd (Dorf)
- Hilgenreith (Dorf)
- Holzmühle (Einöde)
- Innernzell (Pfarrdorf)
- Lungdorf (Dorf)
- Manglham (Dorf)
- Oberöd (Dorf)
- Ohhof (Einöde)
- Ort (Dorf)
- Schlag (Dorf)
- Schlagmühle (Einöde)
- Tumiching (Dorf)
- Unteröd (Dorf)
- Vocking (Dorf)

Es gibt die Gemarkungen Gmünd, Hilgenreith und Innernzell.

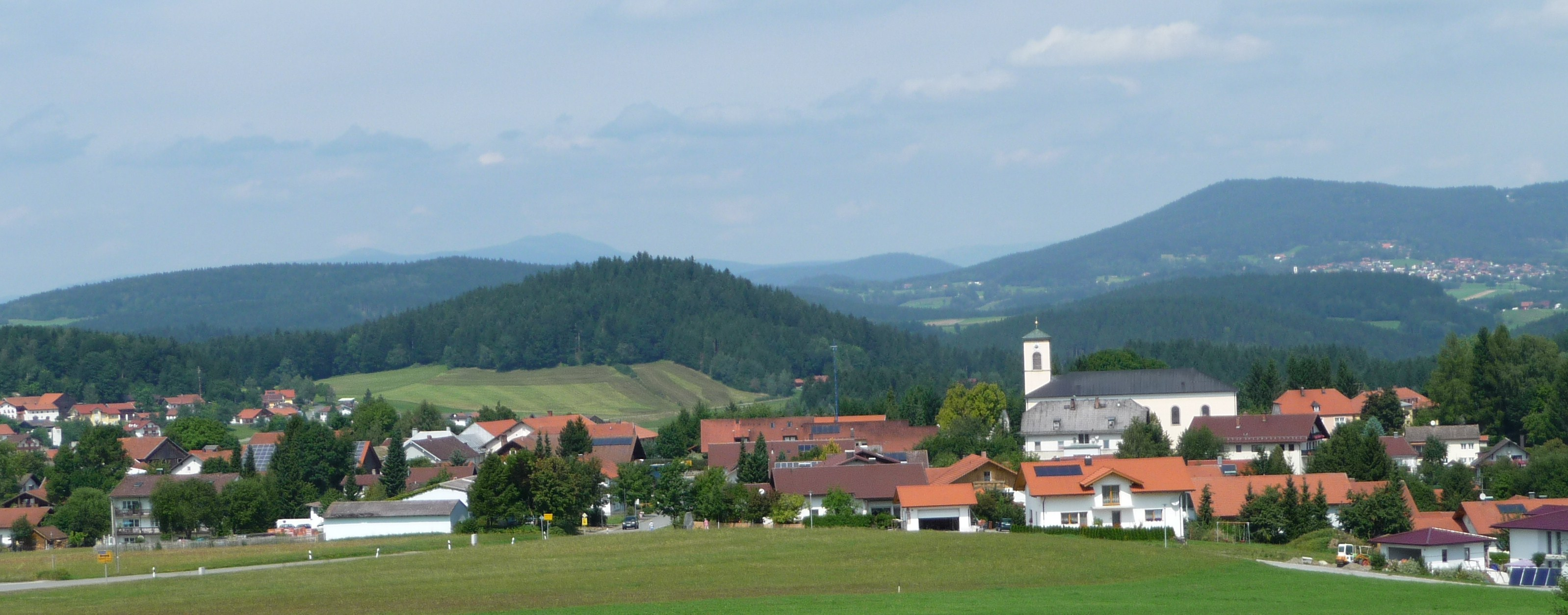
Blick auf Innernzell

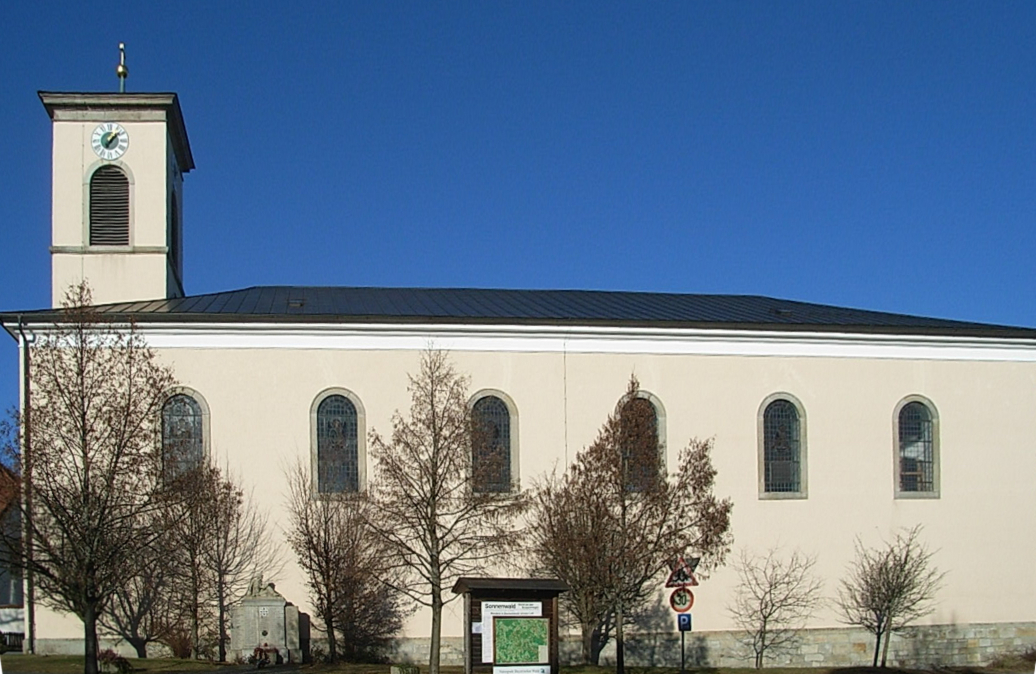
Die Pfarrkirche St. Nikolaus

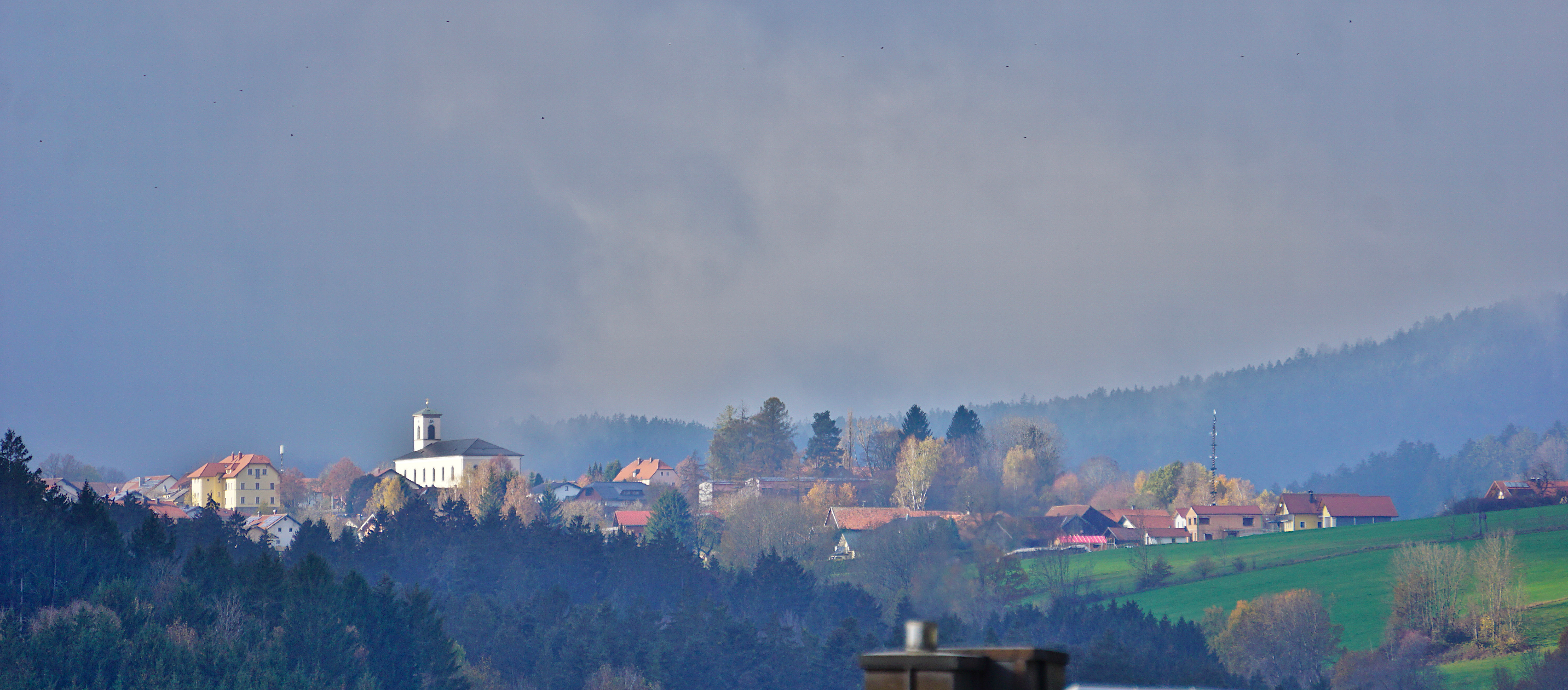
Blick auf Innernzell von Schönberg aus

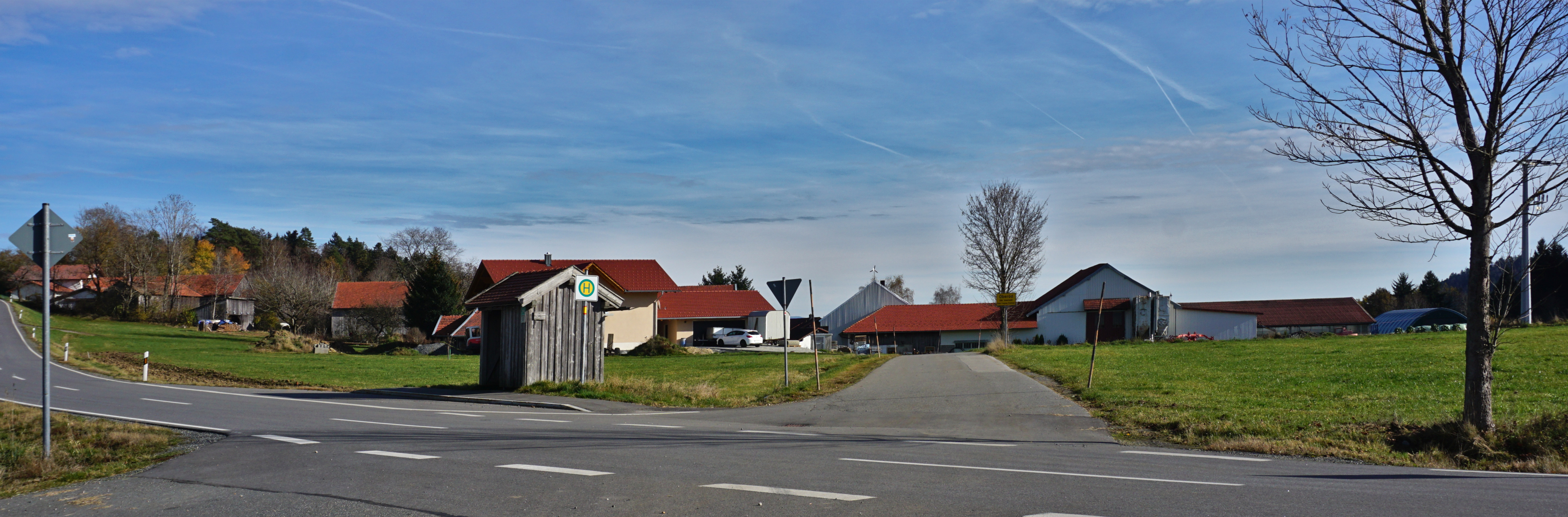
Ortsteil Oberöd

## Geschichte

### Bis zum 19. Jahrhundert
Im Urbar von Kloster Osterhofen wird Cell 1353 erwähnt. Im Jahr 1395 besaßen die Edlen von Hals in Czell drei Güter als Lehen des Bischofs von Passau. 1471 wurde die Filiale zum Vikariat der Pfarrei Aicha vorm Wald erhoben. In der Landkarte des Philipp Apian von 1568 ist der Ort als Iñera Zell eingetragen. 1578 brannte das gesamte Dorf einschließlich der Kirche ab.
In einer Beschreibung der Landgüter im Landgericht Bärnstein 1597 werden zwölf Güter der Hofmark als zum Kloster Osterhofen gehörig erwähnt, während allein die Tafern dem Landgericht Bärnstein gehörte. Um 1600 wurde eine weitläufige Pfarrei eingerichtet, die unter anderem auch Schöfweg betreute. Im Österreichischen Erbfolgekrieg plünderten 1742 ungarische Husaren das Dorf.
Innernzell gehörte im Kurfürstentum Bayern zum Rentamt Straubing und nach der Auflösung von Kloster Osterhofen zum Damenstift St. Anna (München). Das Damenstift hatte Ende des 18. Jahrhunderts sowohl die Besitzungen des Klosters Osterhofen (Grundherren in Innernzell) als auch die Dachsberger Hofmark Ranfels (Vogtei) erworben. Ein von Kurfürst Karl Theodor zugesichertes Herrschaftsgericht wurde 1802 widerrufen. 1818 entstand die heutige politische Gemeinde. 1842 wurde im klassizistischen Stil eine neue Kirche erbaut.

### Eingemeindungen
Im Jahr 1945 oder 1946 wurden die gesamte bis dahin selbständige Gemeinde Gmünd und ein Teil von Hilgenreith eingegliedert. Im Zuge der Gebietsreform in Bayern kam am 1. Januar 1972 ein Teil der Gemeinde Solla hinzu.

### Einwohnerentwicklung
Zwischen 1988 und 2018 stagnierte bzw. erhöhte sich die Einwohnerzahl minimal von 1541 auf 1549 um 8 Einwohner bzw. um 0,5 %.
| Jahr      | 1961 | 1970 | 1987 | 1991 | 1995 | 2000 | 2005 | 2010 | 2015 | 2020 |
| --------- | ---- | ---- | ---- | ---- | ---- | ---- | ---- | ---- | ---- | ---- |
| Einwohner | 1396 | 1530 | 1542 | 1602 | 1660 | 1701 | 1677 | 1621 | 1561 | 1570 |

## Politik
Die Gemeinde ist Mitglied der Verwaltungsgemeinschaft Schönberg.

### Gemeinderat
Die Kommunalwahlen von 2020 und frühere ergaben folgende Sitzverteilungen (in Klammern der erreichte Stimmenanteil):
|      | CSU         | Freie Wähler | Gesamt |
| 2020 | 6 (53,90 %) | 6 (46,10 %)  | 12     |
| 2014 | 7 (61,97 %) | 5 (38,03 %)  | 12     |

### Bürgermeister
Ehrenamtlicher Erster Bürgermeister ist Josef Kern (CSU), der bei der Bürgermeisterwahl 2020 im ersten Wahlgang mit 53,9 % der gültigen Stimmen wiedergewählt wurde. Er ist seit 1. Mai 1990 im Amt. Bereits bei der Kommunalwahl 2014 wurde Kern im ersten Wahlgang mit 58,49 % der gültigen Stimmen wiedergewählt.

### Wappen
| Wappen von Innernzell | Blasonierung: „Schräglinks geteilt von Silber und Blau, darin ein schrägliegender von Rot und Gold geteilter Bischofsstab, darunter drei, eins zu zwei gestellte goldene Kugeln.“ |
| Wappen von Innernzell | Wappenbegründung: Die Schrägteilung von Silber und Blau ist vom alten Wappen der Grafen von Hals abgeleitet, die im 14. Jahrhundert als Inhaber von Innernzell nachweisbar sind. Der Bischofsstab erinnert sowohl an die Lehensherrschaft des Bischofs von Passau als auch als Abtsstab an das Kloster Osterhofen als bedeutendsten Grundherrn im Gemeindegebiet; Innernzell war Sitz eines Osterhofener Klosteramts. Gleichzeitig symbolisieren der Bischofsstab und die drei goldenen Kugeln als Attribute des heiligen Nikolaus das Patrozinium der Pfarrkirche von Innernzell. Die Farben Silber und Rot verweisen auf das Fürstbistum Passau, die Farben Silber und Blau auf die Landesherrschaft der wittelsbachischen Herzöge bzw. Kurfürsten im Landgericht Bärnstein, zu dem das Gemeindegebiet gehörte. Dieses Wappen wird seit 1984 geführt. |

## Wirtschaft und Infrastruktur

### Unternehmen
Laut der amtlichen Statistik gab es im Jahr 2020 im produzierenden Gewerbe 395 und im Bereich Handel und Verkehr 17 sozialversicherungspflichtige Arbeitsplätze; in sonstigen Wirtschaftsbereichen waren 25 Arbeitsplätze sozialversicherungspflichtig. Sozialversicherungspflichtig Beschäftigte mit Wohnort in der Gemeinde Innernzell gab es insgesamt 658.
Im verarbeitenden Gewerbe gab es einen Betrieb, im Bauhauptgewerbe fünf Betriebe. Zudem bestanden im Jahr 2016 29 landwirtschaftliche Betriebe mit einer landwirtschaftlich genutzten Fläche von 826 ha, davon waren 753 ha Dauergrünfläche.
In Innernzell befindet sich der Hauptverwaltungsstandort der Karl Bau GmbH.

### Bildung
Es gibt folgende Einrichtungen (Stand 2021):
- eine Kindertageseinrichtung: 82 Kindergartenplätze mit 59 Kindern
- eine Volksschule: fünf Lehrern, 75 Schüler

## Vereine und Freizeit
- Freiwillige Feuerwehr Innernzell
- Katholischer Frauenbund Innernzell
- Lindenschützen Innernzell
- Soldaten- und Reservistenkameradschaft Innernzell
- Tennisclub Innernzell
- Diskothek Nightlight Innernzell
- VW Audi Freunde Innernzell
- Motorradfreunde Innernzell
- Imkerverein Innernzell
- DJK-SSV Innernzell
- Blaskapelle Innernzell